# Preußen Danzig
Der SC Preußen Danzig war ein deutscher Sportclub aus Danzig. Die Fußballabteilung wurde jeweils einmal Gaumeister der Gauliga Ostpreußen und der Gauliga Danzig-Westpreußen.

## Geschichte
1909 wurde die Fußballabteilung im 1860 gegründeten Turn- und Fechtclub Preußen Danzig ins Leben gerufen und spielte im Ligensystem des Baltischen Rasen- und Wintersport-Verbandes (BRWV). 1911/12 stieg der Verein in der erstklassige Bezirksliga Danzig auf. 1920/21 gelang dem Verein erstmals der Sieg in der Bezirksliga Danzig, wodurch er sich für die baltische Fußballendrunde qualifizierte. In dieser unterlag Danzig dem Stettiner SC und dem VfB Königsberg. Ein weiterer Bezirksmeistertitel wurde 1922/23 gewonnen, auf Grund von Entscheidungen am grünen Tisch wurde Danzig Zweitplatzierter in der baltischen Fußballendrunde. Die letzte Bezirksmeisterschaft konnte 1923/24 gewonnen werden, in der in dieser Spielzeit in zwei Gruppen ausgetragenen Liga traf Preußen Danzig als Sieger der Gruppe A auf den Gruppensieger B SV Ostmark Danzig. Nachdem das Hinspiel mit 0:1 verloren gegangen war, konnte sich Preußen im Rückspiel (3:0) und im Entscheidungsspiel (3:1) durchsetzen und qualifizierte sich somit zum dritten Mal für die baltische Fußballendrunde. Doch auch in diesem Jahr war der VfB Königsberg zu stark, Danzig erreichte zumindest den Vizemeistertitel. In den kommenden Jahren fiel der Verein regional unter anderem hinter den aufstrebenden Vereinen SV Neufahrwasser und SV Schutzpolizei Danzig zurück. Mit einem Punkt Rückstand auf den BuEV Danzig musste der Verein nach der Spielzeit 1928/29 erstmals in die Zweitklassigkeit absteigen. 1929 gliederte sich die Sport- und Fußballabteilung aus dem TuFC Preußen 1909 Danzig aus und nannte sich SC Preußen Danzig.
In der zweitklassigen A-Klasse Danzig verbrachte Preußen Danzig jedoch nur eine Spielzeit, bereits 1929/30 gelang der Wiederaufstieg in die nun Kreisliga Danzig genannte Liga. 1931/32 qualifizierte sich der Verein durch den zweiten Tabellenplatz in der Kreisliga für die Fußballendrunde des Bezirkes Grenzmark, musste aber in der Gruppe B Viktoria Stolp den Vortritt lassen und verpasste daher die Qualifikation zur baltischen Fußballendrunde. Durch den Gewinn der Stadtmeisterschaft Danzig 1932/33 wurde nochmals die Fußballendrunde Grenzmarks erreicht. In dieser erreichte Preußen das Finale gegen den VfL Danzig. Mit einem 5:2-Hinspielerfolg schuf sich Preußen eine gute Grundlage, das Rückspiel ging jedoch mit 1:2 verloren. Da eine Addition der Ergebnisse nicht vorgesehen war, gab es ein Entscheidungsspiel, welches am 27. November 1932 ausgetragen wurde. In diesem unterlag Preußen Danzig knapp mit 1:2 nach Verlängerung. Dennoch durfte Preußen als Vizemeister Grenzmarks ebenfalls an der baltischen Fußballendrunde teilnehmen. Mit einem Punkt Rückstand gegenüber den SV Hindenburg Allenstein verpasste Danzig den Vizemeistertitel, welcher gleichbedeutend mit der Qualifikation für die deutsche Fußballmeisterschaft war, und wurde Drittplatzierter.
Mit Machtübernahme der Nationalsozialisten 1933 wurden die Fußballverbände aufgelöst und durch Sportgaue ersetzt. Die drei besten Vereine aus der Stadtmeisterschaft Danzigs für die eigentlich vorgesehene Spielzeit 1933/34 qualifizierten sich für die erstklassige Gauliga Ostpreußen. Durch den dritten Tabellenplatz in der ursprünglich zu Endrunde 1933/34 zählenden Stadtmeisterschaft erreichte Preußen Danzig die Qualifikation zur Gauliga Ostpreußen 1933/34. Die Premierensaison der Gauliga verlief für Danzig höchst erfolgreich. In der in zwei Gruppen ausgespielten Liga konnte sich mit einem Punkt Vorsprung vor dem VfB Königsberg der Sieg in der Gruppe A gesichert werden. Im anschließenden Finale um die Gaumeisterschaft verlor Preußen Danzig zwar das Hinspiel gegen Hindenburg Allenstein mit 2:3, sicherte sich aber durch einen 6:1-Erfolg im Rückspiel doch noch die Gaumeisterschaft. In der anschließenden deutschen Fußballmeisterschaft 1933/34 kam Danzig jedoch nicht über die Gruppenphase hinaus. In den folgenden Spielzeiten war Preußen Danzig zwar noch einer der führenden Vereine in Danzig, fiel aber qualitativ hinter anderen Vereinen aus Ostpreußen zurück. Nach der Spielzeit 1937/38 wurde die Gauliga Ostpreußen von 28 auf zehn Teilnehmer verkleinert, durch den überraschend schlechten fünften Tabellenplatz im Bezirk Danzig, in den Vorjahren konnte der Bezirk als Erster abgeschlossen werden, musste Preußen Danzig in die zweitklassige Bezirksklasse absteigen. Der direkte Wiederaufstieg gelang zur Spielzeit 1939/40, in der nach abgebrochener Endrunde in einer kleineren Finalgruppe der Gauvizemeistertitel erkämpft wurde. Zur Spielzeit 1940/41 wurden die Danziger und Elbinger Vereine in die neugegründete Gauliga Danzig-Westpreußen überführt. Bereits 1941 wurde Preußen Danzig ungeschlagen Gaumeister, in der anschließenden deutschen Fußballmeisterschaft 1940/41 scheitere Danzig erneut in der Gruppenphase. Der Verein verblieb bis zum Ende in der Gauliga Danzig-Westpreußens, konnte aber keinen weiteren Meistertitel gewinnen.
Nach dem Zweiten Weltkrieg wurde das einstmals deutsche Danzig unter polnische Verwaltung gestellt. Der SC Preußen Danzig wurde, wie alle übrigen deutschen Vereine und Einrichtungen, zwangsaufgelöst.

## Erfolge
- Meister der Gauliga Ostpreußen: 1934
- Meister der Gauliga Danzig-Westpreußen: 1941
- Teilnahme baltische Fußballendrunde: 1920/21, 1922/23, 1923/24, 1932/33
- Teilnahme am Tschammerpokal: 1936, 1938, 1940, 1941

## Bekannte Spieler
- Hans Biallas
- Helmut Kronsbein
- Erich Kruzycki
- Paul Matthies